# Ärzte Woche
Die Ärzte Woche ist eine Zeitung für Medizin, Politik und Praxis für niedergelassene Ärztinnen und Ärzte in ganz Österreich.

## Geschichte
Das österreichische wissenschaftlich-medizinisches Wochenmedium wurde im September 1986 vom Verlagskaufmann Hartmut Stein gegründet. 2006 erfolgte die Verschmelzung der Ärztewoche Zeitungsverlags-GmbH mit dem Springer-Verlag Deutschland.

## Zielgruppen
Alle niedergelassenen Allgemeinmediziner und Fachärzte aller Richtungen sowie ausgewählte Kliniker in Österreich, Gesundheitsämter, -behörden und -institutionen und Apotheken (öffentliche und Hausapotheken)

## Inhalte
Die Blattlinie folgt dem Bild der Ärzte als Therapeuten und Unternehmern mit Fokus auf den niedergelassenen Bereich sowie als Privatpersonen. 44 Ausgaben pro Jahr informieren über praxisrelevante Aspekte für Diagnostik und Therapie und aktuelle medizinische Entwicklungen im Sinne der kontinuierlichen Fortbildung. Mehrmals jährlich geht die Beilage Fokus auf einen medizinischen Schwerpunkt ein. Die Beilage apo+ erscheint zehn Mal jährlich (Kooperationen zwischen Ärzten und Apotheken, Unterstützung der Patientencompliance, Vermeidung von Arzneimittelinteraktionen und Förderung der Prävention).
Die Beiträge der Rubrik „Gesundheitspolitik“ beleuchten standes- und gesundheitspolitische Entscheidungen, Prozesse und Projekte, die Auswirkungen auf die Tätigkeit von Kassen-, Wahl- und Spitalsärzten haben.
Die Rubrik „Praxis“ fokussiert auf Themen wie Finanzierung, Steuern und Recht, EDV und Praxismarketing im weitesten Sinn. In der Rubrik „Seitensprünge“ bietet die Ärzte Woche ausgesuchte Informationen über Kunst, Kultur und Geschichte.
Leserbriefe, Serviceinformationen und die Panoramaseite runden das wöchentliche Angebot ab. All dies unter der Prämisse, die Leser bei seiner täglichen Arbeit als Ärzten und Unternehmern optimal zu unterstützen.

## Leitung
Chefredakteur ist Raoul Mazhar, während seines Medizinstudiums Einsatzleiter bei der OAFA Ärzteflugambulanz, ab 1999 freier Journalist für Fach- und Printmedien, 2006–2010 Redakteur der Ärztewoche, 2010–2014 Redakteur bei Medizin Medien Austria, seit 2014 Chefredakteur der Ärzte Woche.
Stv. Chefredakteur seit 2015 sowie Online-Chefredakteur und Podcastmacher ist Martin Krenek-Burger. Nach seinem Studium von Botanik und Publizistik war er im APA-Büro Eisenstadt, bei elektronischen Medien sowie bei der Tageszeitung Kurier tätig. Außerdem ist er Autor mehrerer Bücher zu Naturgeschichte, Landschaft und Stadtgeschichte.
Prominente Mitarbeiter sind u. a. der ehemalige ZIB1-Anchorman und frühere SPÖ-Wissenschaftssprecher Josef Broukal und als regelmäßiger Kolumnist seit 2008 Ronny Tekal, Arzt für Allgemeinmedizin, Medizinkabarettist, Radiomacher und Buchautor.

## Auszeichnungen (Auswahl)
- 1992 erhielt Susanne Forgacs für ihren Beitrag "Krebs und Sexualität" einen Anerkennungspreis des Österreichischen Zeitschriftenverbandes.[2]
- Im Jahr 2005 wurde die 95-teilige Serie "Spurensuche im Alten Medizinischen Wien" der beiden Ärzte Michael Nanut und Wolfgang Regal mit dem Anerkennungspreis für besondere publizistische Leistungen ausgezeichnet.[3]
- Raoul Mazhar erhielt 2020 den Medienpreis der Österreichischen Gesellschaft für Anästhesiologie, Reanimation und Intensivmedizin[4].
- Juli 2023: Für „Jim ist tot“[5] Aufnahme in die Shortlist (Top 5) beim Journalistenpreis der Österreichischen Plattform Gesundheitskompetenz.

## Zugangsmöglichkeit

Podcast Hörgang

Die Zeitung wird wöchentlich an alle in Österreich niedergelassenen Ärzte versandt. Die früheren Ausgaben der Ärzte Woche liegen u. a. in der Österreichischen Nationalbibliothek sowie in der Universitätsbibliothek der Medizinischen Universität Wien auf. Ab 2006 sind die Inhalte über die Elektronische Zeitschriftenbibliothek (EZB) sowie seit Oktober 2010 auch über die Zeitungsdatenbank der APA abrufbar.

## Podcast Hörgang
Seit 2020 betreut das Ärzte Woche-Team den kostenlosen Podcast-Kanal Hörgang, in dem ungewöhnliche Themen aus Medizin und Gesundheitswesen verständlich als Hörbeitrag aufbereitet werden. Seit Juni 2022 existiert eine Kooperation mit der MeduniWien., seit 2024 auch mit der MedUni Graz.

## Sonderedition
Beim 71. Wiener Ärzteball am 28. Jänner 2023 veröffentlichte die Redaktion der Ärzte Woche eine aktuelle Ball-Ausgabe.